# Правило 18
«Правило 18» (англ. Rule 18) — науково-фантастичне оповідання Кліффорда Сімака, вперше опубліковане журналом «Аналог: наукова фантастика та факти» в липні 1938 року.

## Сюжет
Міжпланетні подорожі добре налагоджені, і уряд Землі підтримує дружні стосунки з урядом Марса. Марсіани, які певною мірою гуманоїди, володіють наукою і технологіями на такому ж рівні, як і земляни.
Пункт 18 умов допуску гравців до змагань з американського футболу між збірними Землі та Марса від 2479 року постановляє: «Кожен гравець має підтвердити, що серед його предків щонайменше десяти поколінь немає вихідців з інших планет».
Команда Землі вже 67 років поспіль програє збірній Марса через фізичну слабкість жителів Землі, які великою мірою покладаються на механізацію важких робіт. Всі фізично сильні чоловіки шукають собі роботу на «марсіанських шахтах, венеріанському лісоповалі чи будівництвах Ганімеда», тому серед них немає жодного з 10 поколіннями чистого земного родоводу.
Редактор «Вечірньої ракети» Хеп Фолсуорт дає репортеру Джимі Расселу завдання дізнатись у тренера землян Снелінга склад команди у матчі-відповіді на Марсі. Шпигуючи за тренером, репортер знаходить в його кабінеті часово-просторовий тунель і таємно проходить ним вслід за тренером. Він опиняється посеред індіанського селища, поряд з яким тренується нова команда землян. Тренер наказує затримати репортера в цьому часі аж до моменту гри.
В паралельних сюжетних лініях описується: 1) в 1945 році талановитому футболісту з університетської команди чудесним чином допомагають з завданнями по математиці і пропонують заробити грошей. 2) вчений Алексіс Андрович отримав підтвердження можливості створення машини часу.
В матчі-відповіді земляни, застосувавши тактичний геній тренера та фізичну міць нових гравців, розгромлюють марсіан. Репортери газет, не знаючи справжніх причин, наперебій розхвалюють тренера, який начебто спеціально приховав нових гравців, щоб психологічно зломити противника. Вони не повірили Расселу, коли той привів в редакцію одного з індіанців із племені, імені якого він не знав, тому назвав Гаяватою. Рассел розповів, як мафія, що хотіла заробити на тоталізаторі, знайшла вченого і через підставних осіб надала його винахід тренеру. Той, своєю чергою, передивившись біографії відомих гравців, побудував до них часові тунелі і зібрав в одну команду.
Коли ж Фолсуорт заборонив Расселу писати статтю про такі «нісенітниці», той образився і випустив через тунель усе плем'я на стадіон, де вони пиячили і палили багаття. Коли поліція оточила їх, після короткої бійки, Джимі вивів їх назад через ворота часу і знищив ворота. Тоді Фолсуорт повірив у історію Рассела. Він знайшов вченого та запропонував побудувати ще одну машину часу, щоб повернути репортера. Але на наступний день вченого знайшли застреленим, мафії не подобалась увага преси до їхньої оборудки.
Джимі Рассел опинився за 3000 років від свого часу. Разом із «Гайяватою» їх в лісі перестрів ведмідь, який вбив індіанця, а Джимі встиг забратися на дерево. Дочекавшись допоки ведмідь здохне від ран, він зліз з дерева і направився на пошуки цивілізації ацтеків, знаючи, що в їхніх легендах була присутня біла людина-бог.

## Нагороди
У 2014 році оповідання отримало Ретроспективну премію «Г'юго» за найкращу коротку повість на 72-му Всесвітньому науково-фантастичному конвенті.